# Галчев, Борис
Борис Петров Галчев (болг. Борис Петров Галчев; род. 31 октября 1983, Разлог, Благоевградская область) — болгарский футболист, полузащитник.

## Карьера
Галчев начал свою карьеру в клубе «Пирин» из Благоевграда. Там он отыграл 3 года, сыграл 27 матчей и забил 2 мяча. В 2010 году он подписал контракт с софийским ЦСКА сроком на 3,5 года. Однако уже в 2012 болгарин перешёл в бухарестское «Динамо». Контракт рассчитан на 2 года с возможностью продления контракта ещё на один год.

## Карьера в сборной
В сборную Болгарии Галчев вызывался ещё тогда, когда ей ещё руководил легендарный игрок Лотар Маттеус. Он был вызван впервые ещё в марте 2011 на отборочный матч к Евро-2012 против Швейцарии, а также на товарищеский матч против Кипра, но тогда он оба матча просидел на скамейке запасных. И наконец 29 мая 2012 Галчев впервые вышел на поле в футболке сборной Болгарии в товарищеском матче против Турции.